# Todessehnsucht
Todessehnsucht es el segundo álbum de estudio de Atrocity. En el momento de sacado el disco, la banda seguía tocando death metal.

## Historia
El álbum fue lanzado en varios países con el nombre de Longing for Death, que es la traducción del original alemán. El álbum fue lanzado en 1992 por Roadrunner Records.
La canción final del disco, "Archangel", es un cover de Death. Igualmente, la letra fue reescrita para la ocasión.

## Lista de canciones
1. "Todessehnsucht"   – 3:50
2. "Godless Years"  – 5:40
3. "Unspoken Names"  – 5:27
4. "Defiance"  – 4:58
5. "Triumph at Dawn"  – 4:01
6. "Introduction"  – 1:35
7. "Sky Turned Red"  – 6:24
8. "Necropolis"  – 4:11
9. "A Prison Called Earth"  – 6:06
10. "Todessehnsucht (Reprise)"  – 2:05
11. "Archangel"  – 3:28

## Intérpretes
- Alex Krull - Voz
- Mathias Röderer - Guitarra
- Richard Scharf - Guitarra
- Oliver Klasen - Bajo
- Michael Schwarz - Batería